# Guido Sacconi
Guido Sacconi (* 23. Juni 1948 in Udine; † 2. Mai 2023 in Florenz) war ein italienischer Gewerkschaftsfunktionär und Politiker (Linksdemokraten, seit 2007 Partito Democratico). Von 1999 bis 2009 war er Mitglied des Europäischen Parlaments.

## Leben
Sacconi begann 1967 ein Philosophiestudium an der Universität Florenz, ab 1972 arbeitete er im Studienbüro der Arbeitskammer (Camera del lavoro) von Florenz. Er war ab 1975 Mitglied des Provinzsekretariats und ab 1978 Generalsekretär der Metallarbeitergewerkschaft Federazione Impiegati Operai Metallurgici (FIOM) in der Provinz Florenz. Von 1981 bis 1990 war er Generalsekretär der Arbeitskammer der Provinz Florenz und anschließend bis 1992 Regionalsekretär des Gewerkschaftsbunds CGIL in der Toskana.

## Politik
Sacconi war seit seiner Studienzeit Mitglied der Partito Comunista Italiano (PCI), die sich 1991 in Partito Democratico della Sinistra (PDS; Demokratische Linkspartei) umbenannte. Im Jahr darauf wurde er Regionalsekretär der Partei in der Toskana. Im Jahr 1995 wurde er in den Regionalrat der Toskana gewählt, dessen Vizepräsident er von 1998 bis 1999 war. Bei der Europawahl 1999 wurde er über die Liste der Democratici di Sinistra (Linksdemokraten) im Wahlkreis Mittelitalien ins EU-Parlament gewählt, wo er in der Fraktion der Sozialdemokratischen Partei Europas saß.
Im Europäischen Parlament war Sacconi Mitglied des Ausschusses für Umweltfragen, Volksgesundheit und Lebensmittelsicherheit, von 2001 bis 2004 stellvertretender Ausschussvorsitzender und von 2007 bis 2009 Vorsitzender des Nichtständigen Ausschusses für Klimawandel. Außerdem war er Delegierter im gemischten parlamentarischen Ausschuss EU-Türkei (1999–2004), für Beziehungen mit der Volksrepublik China (2004–2006) und Delegierter im Parlamentarischen Kooperationsausschuss EU-Russland (2006–2009). Bis 2006 war er Berichterstatter des Europaparlaments für die REACH-Verordnung, einer umfassenden Neuregelung des europäischen Chemikalienrechts.